# Clap Hanz
 (février 2014).
Si vous disposez d'ouvrages ou d'articles de référence ou si vous connaissez des sites web de qualité traitant du thème abordé ici, merci de compléter l'article en donnant les références utiles à sa vérifiabilité et en les liant à la section « Notes et références ».
Clap Hanz, Ltd. (株式会社クラップハンズ Kabushiki-Gaisha Kurappu Hanzu) est une société japonaise de développement de jeux vidéo fondée en 1998 et basée à Yokohama au Japon. Le studio entretient des liens étroits avec Sony Computer Entertainment, il est principalement connu pour le développement des jeux issus des séries Everybody's golf et Everybody's Tennis.

## Jeux
| Titre                       | Date de sortie   | Plateforme                              |
| --------------------------- | ---------------- | --------------------------------------- |
| Everybody's Golf 2          | 30 mai 2000      | PlayStation                             |
| Everybody's Golf 3          | 11 mars 2001     | PlayStation 2                           |
| Everybody's Golf 4          | 27 novembre 2003 | PlayStation 2                           |
| Everybody's Golf Portable   | 12 décembre 2004 | PlayStation Portable                    |
| Everybody's Tennis          | 18 avril 2007    | PlayStation 2                           |
| Everybody's Golf 5          | 26 mars 2008     | PlayStation 3                           |
| Everybody's Golf Portable 2 | 3 juin 2008      | PlayStation Portable                    |
| Everybody's Stress Buster   | 1er octobre 2009 | PlayStation Portable                    |
| Everybody's Tennis Portable | 29 juin 2010     | PlayStation Portable                    |
| Everybody's Golf 6          | 22 février 2012  | PlayStation Vita                        |
| Everybody's Golf            | 23 août 2017     | PlayStation 4                           |
| Clap Hanz Golf              | 2 avril 2021     | Apple Arcade (macOS, iOS, iPadOS, tvOS) |